# Notophthiracarus indiligens
Notophthiracarus indiligens är en kvalsterart som först beskrevs av Wojciech Niedbała 1984.  Notophthiracarus indiligens ingår i släktet Notophthiracarus och familjen Phthiracaridae. Inga underarter finns listade i Catalogue of Life.